# Heilig Hartbeeld (Biezenmortel)
Het Heilig Hartbeeld is een standbeeld in de Nederlandse plaats Biezenmortel, gemeente Tilburg. De kapel staat naast de Sint-Franciscuskapel.

## Achtergrond
Het neogotische Heilig Hartbeeld staat op het terrein van het Zwakzinnigengesticht Huize Assisië, dat in 1904 door de broeders Penitenten werd gesticht voor de verpleging en opvoeding van verstandelijk gehandicapte jongens. Mogelijk is het beeld uit dezelfde tijd. Na een restauratie werd het beeld in juli 2011 opnieuw onthuld.

## Beschrijving
Een staande Christusfiguur, met gespreide armen en achter zijn hoofd een nimbus, is geplaatst op een sokkel van baksteen. De sokkel heeft treden en is door middel van gebogen steunmuren verbonden met vier bakstenen basementen waarop siervazen staan. De basementen zijn door kettingen aan elkaar verbonden.

## Rijksmonument
Het beeldhouwwerk werd in 2002 rijksmonument ingeschreven in het monumentenregister, onder meer vanwege de"cultuurhistorische waarde als uitdrukking van de ontwikkeling van de katholieke zorg voor zwakzinnigen en minder bedeelden in de periode van de katholieke herleving. Het heeft ensemblewaarden als onderdeel van het complex van de inrichting."